# The God Who Wasn't There
Pour plus de détails, voir Fiche technique et Distribution.
The God Who Wasn't There (en français Le dieu qui n'était pas là) est un documentaire indépendant sorti en 2005, écrit et dirigé par Brian Flemming.
Le documentaire questionne l'existence historique de Jésus de Nazareth, et soutient la thèse mythiste.

## Fiche technique
- Titre : The God Who Wasn't There
- Réalisation : Brian Flemming
- Scénario : Brian Flemming
- Musique : DJ Madson
- Photographie :
- Montage :
- Production : Brian Flemming
- Société de production : Beyond Belief Media
- Pays :  États-Unis
- Genre : Documentaire
- Durée : 62 minutes
- Dates de sortie : 
  -  États-Unis : 6 juin 2005